# Archilejeunea abbreviata
Archilejeunea abbreviata là một loài Rêu trong họ Lejeuneaceae. Loài này được (Mitt.) Vanden Berghen mô tả khoa học đầu tiên năm 1951.